# Correspondência Austríaca
A Telegraphen-Korrespondenz Bureau, também conhecida por muitos outros nomes (Correspondência Austríaca, Österreichische Correspondenz, Kaiserlich und Königlich Telegraphen-Korrespondenz Bureau, K.u.k. Telegraphen-Korrespondenz-Bureau, ou Korbureau, ou Corrbureau, ou simplesmente KKTK) foi uma agência de notícias fundada no Império Austríaco em 1849 por Joseph Tuvora (1820-1872) sob os auspícios do governo austríaco. É a antecessora direta da atual Austria Press Agency (APA).
Tuvora fundou a Österreichische Correspondenz ("Correspondência Austríaca") em Viena em 10 de outubro de 1849. Naquela época, serviços privados notícias já haviam sido fundados em alguns outros países, como a Havas na França (antecessora da atual AFP) em 1835, Associated Press nos EUA em 1846 e a Wolff na Prússia, também em 1849. Dois anos depois, Paul Julius Reuter estabeleceria o Mr. Reuter's Cabled Messages Office (atual Reuters) em Londres.
Embora tenha sido fundada como uma empresa privada, a KKTK serviria como porta-voz de facto para a monarquia Habsburgo. Em 1859, para garantir um melhor controle pelo governo, a agência de notícias foi oficialmente nacionalizada, renomeada como Kaiserlich und Königlich Telegraphen-Korrespondenz Bureau, agora considerada a primeira agência de notícias estatal do mundo. A parte Kaiserlich und Königlich inicial (ou K.u.K.) do seu novo nome, comum em muitas empresas austríacas na época, significa "imperial e real" e se refere ao fato de que a monarquia dual dos Habsburgos era ao mesmo tempo um império (na Áustria) e um reino (na Hungria e regiões subsidiárias como Croácia e Boêmia). Durante sua existência, a KKTK trabalhou internacionalmente através de contratos de câmbio com a Reuters e a Agence Havas, e foi um dos principais serviços de transmissão de notícias do século XIX.
Após o início da Primeira Guerra Mundial, em 1914, a KKTK acabou incorporada ao kuk Kriegspressequartier (serviço militar de imprensa). A APA, na sua forma moderna, foi criada apenas em 1945, após a libertação da Áustria na Segunda Guerra Mundial.

## História da KKTK

### Primeiros anos
Joseph Tuvora era um jornalista austríaco que havia sido um dos líderes da Revolução de 1848, reprimida um ano antes. Após a derrota, ele decidiu mudar de lado e se juntar ao novo governo austríaco. Desde o início, a "Correspondência Austríaca" era uma agência de imprensa telegráfica. O então ministro da Justiça, Alexander von Bach, desejava usá-la para refutar as “mentiras” da imprensa e combater a difusão de notícias contra o governo. Em troca, Tuvora aceitou um subsídio anual de 340 florins.
Após a guerra austro-italiana daquele ano, a tomada dos territórios italianos pelo marechal tcheco Joseph Radetzky, que comandava o exército austríaco na Lombardia e no Vêneto, levou a uma descentralização da "Correspondência Austríaca", com a equipe de funcionários acrescentando oficiais em cada região do império. Após a morte do chanceler Felix Schwarzenberg, em 5 de abril de 1852, Von Bach tornou-se a figura mais importante do estado. Ele retomou a censura e enviou seus homens de confiança para governar a Hungria, que dividiu em cinco distritos, enquanto a Transilvânia e a Croácia eram governadas diretamente por Viena.
Tuvora convidou Edward Warrens (1820-1872), um ex-cônsul dos EUA em Trieste, para se tornar editor-chefe do Lloyd's Journal austríaco. Desde o início, em 1833, o Austrian Lloyd's foi criado como uma empresa que centralizava informações relacionadas ao transporte marítimo, por meio de uma rede internacional de correspondentes e jornais, cujo comércio com o Oriente seria ampliado a partir de novembro de 1854, quando Mohammed Said, novo vice-rei do Egito, concedeu a Ferdinand de Lesseps a permissão para construir o canal de Suez. Tuvora também queria desenvolver a agência em informações gerais. Inspirado pelo modelo de Havas, ele visitou a redação da agência francesa em 1858 em Paris. No final da década de 1850, Österreichische Correspondenz tinha uma filial de sua "assessoria de imprensa" em Paris, dirigida pelo jornalista Miklós Jósika, na qual Lajos Kossuth (mais tarde um importante escritor húngaro) colaborou.
Esses projetos foram interrompidos por um erro profissional. Em 4 de junho de 1859, a "Correspondência Austríaca" anunciou incorretamente a vitória austríaca na Batalha de Magenta, especificando que um reforço de 50.000 homens havia derrotado os franceses na margem do Ticino, enquanto a batalha real terminara com uma vitória decisiva para as forças franco-sardas. A agência austríaca havia sido enganada por uma farsa da bolsa de valores no norte da Itália, transmitida por telégrafo à Inglaterra e à Bélgica. As notícias falsas por algum tempo inverteram a direção dos preços na bolsa de Paris. Uma semana depois, em 11 de junho, o Conselho de Ministros austríaco decidiu estabelecer sua própria agência de notícias para a Áustria e a Hungria, concedendo-lhe monopólio estatal, conforme desejara anos antes uma antiga figura da política austríaca, o Príncipe Metternich. Uma vez nacionalizada, a "Correspondência Austríaca" foi renomeada como Kaiserlich und Königlich Telegraphen-Korrespondenz Bureau ("Escritório de Correspondência Telegráfica Imperial e Real").

## Os anos 1860
A nova KKTK ou Korrbureau foi instalada em Viena no Modenapalais, em Herrengasse. Um ano depois, foi transferida para o arsenal imperial em Renngasse e integrada ao comando militar. Seu primeiro diretor foi o general Josef Wilhelm von Gallina (1820-1883), um teórico do movimento de guerra e, posteriormente, chefe de gabinete do exército austríaco. Ludwig Hirschfeld, contratado em 1861, assumiu o cargo de secretário geral em 1866. O cientista suíço Karl Brunner von Wattenwy, ex-professor de física da Universidade de Berna, que chefiou a administração de telégrafos suíços de 1853 a 1857, tornou-se responsável pelo mesmo serviço na Áustria e permaneceu lá pelo resto da década. Von Wattenwy foi recrutado para desenvolver a rede de telégrafos austríacos e aumentar a infraestrutura. Foi uma época em que a Áustria estava realizando as reformas desejadas pelos partidos liberais. Em 19 de junho de 1861, o deputado Eduard Herbst propôs quatro comitês para trabalhar em uma nova constituição, incluindo um para instituir mais liberdade de imprensa. De 1862 a 1867, no entanto, a liberdade concedida era frágil, já que outra lei permitia que qualquer veículo de comunicação fosse imediatamente fechado em caso de guerra ou ameaça de guerra.
Em junho de 1866, durante a Guerra Austro-Prussiana, na Batalha de Sadowa, a Prússia derrotou a Áustria, em parte graças ao telégrafo. O exército austríaco mais uma vez anunciou uma vitória e negou sua derrota, assim como sete anos antes.
Após a guerra, os liberais conquistaram maioria no parlamento. A imprensa estava vendendo, mas pequenos jornais, em sua maioria conservadores, precisavam comprar notícias da grande redação liberal. O governo nomeou Edward Warrens como chefe da KKTK, principalmente para servir a imprensa doméstica. Warrens também era próximo de Friedrich Ferdinand von Beust, que se tornaria Ministro-Presidente da Áustria em fevereiro de 1867.
O cartel das agências de notícias estabelecido em 1859 previa que os reinos dos Habsburgo seriam explorados apenas por Wolff, mas em 1866, a KKTK começou a negociar um acordo com Havas e Wolff, levando a Reuters a tentar se estabelecer também em Viena. Durante o mesmo mês, Herbst proclamou seus ideais de liberdade. Em 1867, ele se tornou Ministro da Justiça no gabinete de Auersperg. Em janeiro de 1867, o Ministério das Relações Exteriores, agora sob Von Beust, ganhou controle sobre a KKTK. A agência foi então restabelecida, durante o compromisso de transformar o austríaco de Habsburgo na dupla monarquia austro-húngara. Sua atividade foi realizada por dois anos, pois o governo liberal permitiu a proliferação de jornais diários. Mas, como a KKTK ainda dependia muito de Wolff para receber notícias do exterior, em fevereiro de 1867 os austríacos abriram um escritório em Praga e depois em maio outro em Trieste.
Em 30 de maio de 1869, Havas e Wolff assinaram com a KKTK um acordo de troca de notícias, mudando suas notícias de Praga, Agram, Pesth e Lemberg para as da Europa Ocidental e Wall Street.

### Ameaças de Bismarck
Entre 1887 e 1889, o chanceler alemão Otto von Bismarck tentou "torpedear a aliança existente entre as principais agências e generalistas mundiais, Reuters, Havas, Associated Press e a Agência Continental (Wolff), para substituí-la por uma espécie de "Tríplice Entente telegráfica" junto às agências alemã, austríaca e italiana (Agenzia Stefani). O plano, no entanto, fracassou. Durante a última década do século, o presidente do Conselho Italiano, Francesco Crispi, promoveu o rompimento com a Havas, que ele acusou de propagar informações falsas ou tendenciosas contra a Itália ou incentivar a política externa da França. Um acordo de troca mútua foi assinado pela Stefani com a Wolff e a KKTK se uniu, assim como à Reuters, para permitir que os governos controlem e censurem, se necessário, notícias do exterior e do exterior. Como resultado, o cartel foi ainda mais afrouxado, o que abriu espaço para Stefani e KKTK crescerem.

### O fim da KKTK
A KKTK foi bastante reduzida durante a Primeira Guerra Mundial. Em novembro de 1918, após a derrota das potências centrais, a república foi proclamada na Áustria e a KKTK foi dividida: cada sucursal no antigo império tornou-se sede de uma nova agência nacional: o escritório em Budapeste foi ocupado pela Magyar Távirati Iroda (MTI), o de Praga tornou-se a ČTK e o de Agram (Zagreb) foi adicionado à nova Agência Avala na Iugoslávia.
O delegado da KKTK em Paris, o escritor Paul Zifferer, que também era assessor de imprensa e adido cultural da embaixada austríaca em Paris, apresentou-se à Agence Havas para explicar que a KKTK “havia renunciado completamente aos erros pré-guerra” e se recusou a “receber qualquer coisa que não fosse informação alemã” de Wolff. Ele propôs às agências aliadas centralizar as notícias dos Bálcãs e disseminar suas informações por lá, mas a proposta foi recusada. Em 17 de dezembro de 1919, o então diretor da KKTK, Joseph Karl Wirth (mais tarde chanceler da República de Weimar), assinou outro contrato com a Havas e a Reuters por dez anos, o que a tornou uma simples repetidora das outras agências na Áustria, enquanto a Havas se tornou uma coletora de notícias ao abrir um escritório em Viena.